# اتفاق الدفاع المشترك بين مصر وسوريا (1966)
اتفاق الدفاع المشترك الموقع بين حكومة الجمهورية العربية المتحدة (مصر) والجمهورية العربية السورية في 4 نوفمبر 1966، هو إتفاق انشيء بموجبه مجلس دفاع وقيادة مشتركة بين البلدين.